# 西門斯旅
西門斯旅(Semmes Brigade)是美國南北戰爭時邦聯軍隊中的一支軍旅。屬第一兵團，由保羅·西門斯 (Paul Jones Semmes)准將指揮，參與過不少主要戰役。

## 組織
- 佐治亞州第十步兵團
- 佐治亞州第五十步兵團
- 佐治亞州第五十一步兵團
- 佐治亞州第五十三步兵團

此軍旅亦曾效力田納西軍團，在西部戰場(主要是田納西州以及佐治亞州)作戰。

## 戰役
- 約克鎮之役
- 威廉斯堡之役
- 南山之役
- 安提耶坦戰役
- 弗德堡之役
- 錢斯勒斯維爾之役
- 葛底斯堡之役
- 奇克莫加之役(Battle of Chickamauga)
- 莽原之役
- 史波特斯凡尼亞郡府之役
- 北安娜之役
- 冷港之役
- 彼得斯堡之役
- 查理斯鎮之役
- 細德溪之役
- 阿波馬托克斯法院之役

在蓋茨堡重傷的西門斯，八日後死於維吉尼亞州。

## 外部連結
- http://aotw.org/exhibit.php?exhibit_id=132 （页面存档备份，存于）
- http://aotw.org/officers.php?unit_id=105 （页面存档备份，存于）